# Chris Gueffroy
Chris Gueffroy (Berlino Est, 21 giugno 1968 – Berlino Est, 6 febbraio 1989) è stata l'ultima persona uccisa dalle guardie di confine della Repubblica Democratica Tedesca nel tentativo di attraversare il muro di Berlino da Est a Ovest.

## Morte

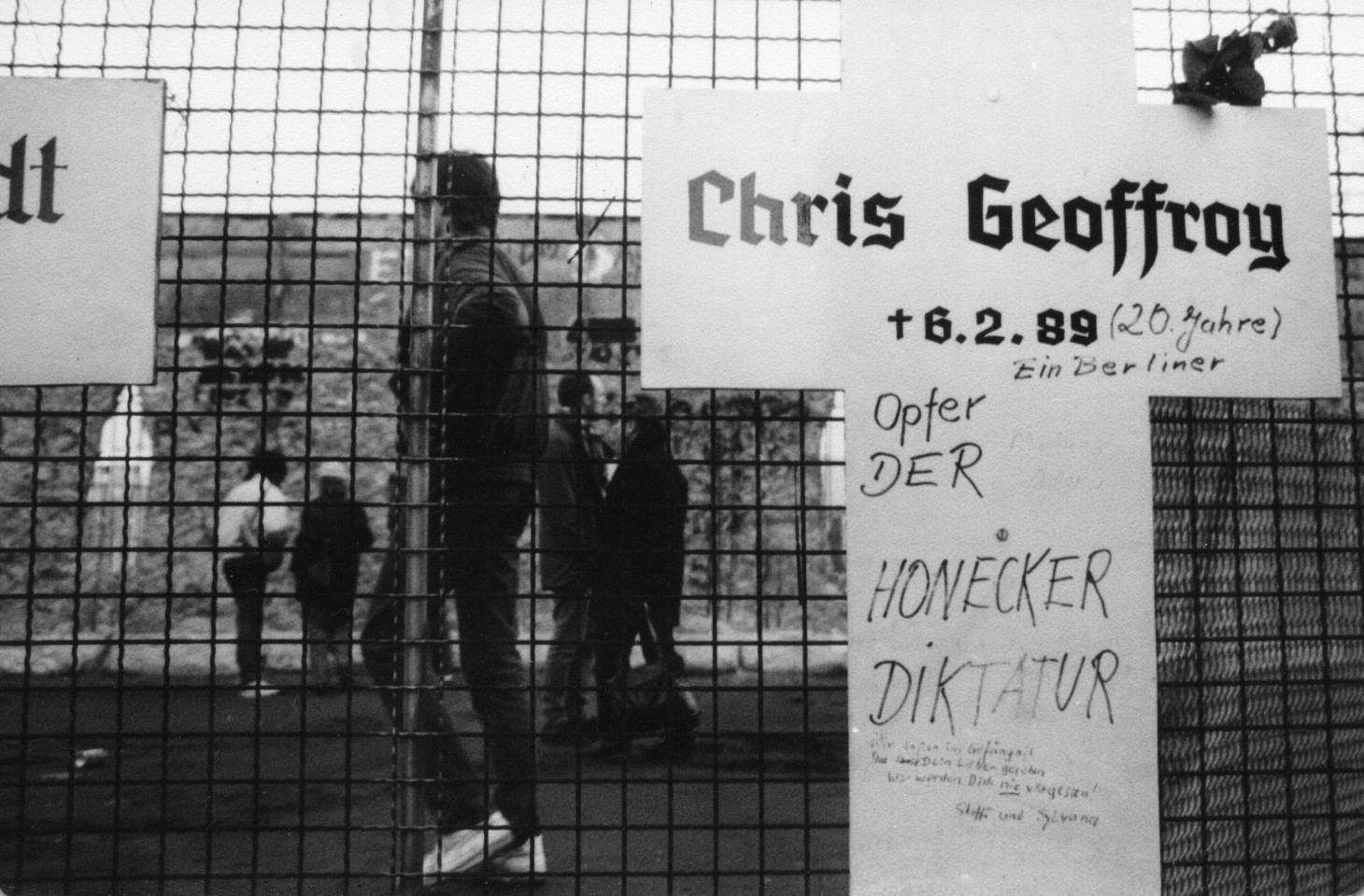
Croce commemorativa per Chris Gueffroy. Sullo sfondo, i resti del Muro in parte distrutto.
Inverno 1989/90.

È spesso indicato erroneamente come l'ultima persona morta nel tentativo di fuga a Berlino Ovest: in realtà fu sì l'ultimo a cadere sotto il fuoco delle guardie di frontiera della DDR, ma fu il penultimo morto al Muro di Berlino nel tentativo di fuga. L'ultimo fu infatti Winfried Freudenberg, morto l'8 marzo 1989 nello schianto di un pallone aerostatico improvvisato, col quale aveva superato il confine con Berlino Ovest.
Gueffroy tentò di superare il muro di Berlino nella notte fra il 5 e il 6 febbraio 1989 insieme ad un amico, Christian Gaudian, nei pressi degli orticelli privati Harmonie sulla riva del canale Britzer Zweigkanal nel quartiere di Baumschulenweg. Convinti che lo Schießbefehl, la normativa che imponeva alle guardie di confine di sparare contro chiunque tentasse di superare il confine fortificato, fosse stato sospeso a causa della presenza del Primo Ministro svedese (come era d'uso durante le importanti visite ufficiali) i due giovani si arrampicarono sul filo spinato in cima al muro. Due pattuglie di soldati corsero loro incontro, intimando loro l'alt a voce e sparando dei colpi in aria. Poi aprirono il fuoco sui fuggiaschi.
Gueffroy fu colpito al petto da dieci proiettili e morì sulla striscia fra il muro esterno e quello interno. Gaudian, gravemente ferito ma ancora vivo, fu arrestato e condannato il 24 maggio 1989 a una pena di tre anni di reclusione dalla corte distrettuale di Pankow per tentativo di attraversamento illegale delle frontiere di primo grado ("versuchter ungesetzlicher Grenzübertritt im schweren Fall"). Nel settembre del 1989 Gaudian fu liberato - contro pagamento di un cospicuo riscatto da parte di autorità occidentali alla Germania orientale - e il 17 ottobre fu trasferito a Berlino Ovest.

## Processi

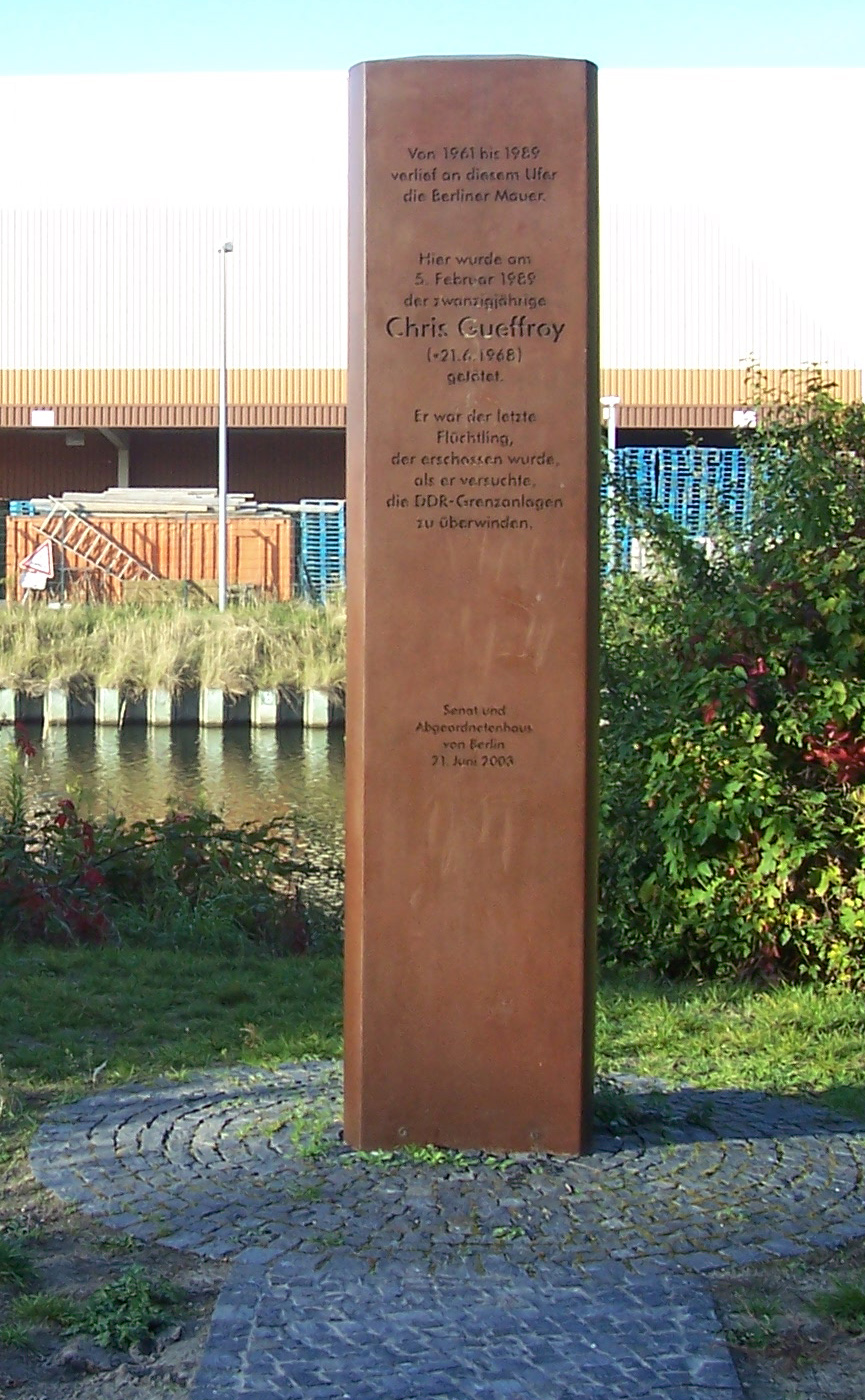
Monumento eretto nel 2003 sul Britzer Zweigkanal a Berlino, nel quartiere di Baumschulenweg

Le quattro guardie della Nationale Volksarmee coinvolte nella vicenda ebbero inizialmente un riconoscimento (Leistungsabzeichen der Grenztruppen) dal capo delle guardie di frontiera del Grenzkommandos Mitte, Erich Wöllner, e un premio di 150 marchi della Germania Orientale a testa. Dopo la riunificazione delle due Germanie, i quattro furono perseguiti legalmente dalla corte regionale di Berlino. Due di loro furono rilasciati nel gennaio del 1992, mentre un altro ebbe la pena sospesa. L'ultimo, Ingo Heinrich, responsabile del colpo mortale al cuore di Gueffroy, fu condannato in primo grado a tre anni e mezzo di prigione. In appello, nel 1994, il Bundesgerichtshof, l'Alta Corte di Giustizia, ridusse la pena a due anni con la condizionale.
Nel 2000 due funzionari del Partito Socialista Unificato di Germania (SED), Siegfried Lorenz e Hans-Joachim Böhme, furono processati per la morte di Gueffroy e di altri due giovani, ma furono assolti perché il giudice non fu in grado di dimostrare che l'ordine di uccidere fosse partito da loro. Il caso fu dibattuto nuovamente il 7 agosto 2004 e i due imputati furono giudicati colpevoli e condannati ad una pena sospesa di 15 mesi ciascuno. Il giudice spiegò che la mitezza della pena era da attribuire al lungo tempo trascorso dagli eventi. Questo è stato l'ultimo caso giudiziario riguardante le morti avvenute lungo il confine fa le due Germanie.

## Omaggi
Il 21 giugno 2003, nel giorno in cui avrebbe compiuto 35 anni, è stato inaugurato un monumento a Chris Gueffroy sulla banchina del Britzer Zweigkanal. L'opera è stata disegnata dall'artista berlinese Karl Biedermann e reca la scritta:
Hier wurde am 5. Februar 1989 der zwanzigjährige Chris Gueffroy (* 21.6.1968) getötet.
Er war der letzte Flüchtling, der erschossen wurde, als er versuchte, die DDR-Grenzanlagen zu überwinden»
Qui venne ucciso il 5 febbraio 1989 il ventenne Chris Gueffroy (nato il 21/6/1968).
Fu l'ultimo fuggiasco ad essere ucciso nel tentativo di superare gli impianti di confine della DDR.»
(Il governo e il parlamento di Berlino - 21 giugno 2003)